# Lista de episódios de This Is Us
A seguir se apresenta a lista de episódios de This Is Us, uma série de televisão que mostra a vida e o cotidiano dos irmãos Kate, Kevin e Randall, enquanto suas vidas e problemas se entrelaçam. This Is Us é uma série de comédia dramática e drama familiar transmitida no canal de televisão NBC nos Estados Unidos. Desenvolvida por Dan Fogelman, a série contém seu elenco principal constituído por diversos atores. Eles são: Milo Ventimiglia, Mandy Moore, Sterling K. Brown, Chrissy Metz, Justin Hartley, Susan Kelechi Watson e Chris Sullivan, que respectivamente interpretam Jack Pearson, Rebecca Pearson, Randall Pearson, Kate Pearson, Kevin Pearson, Beth Pearson e Toby Damon.
O primeiro episódio, "Pilot", foi emitido na noite de 20 de setembro de 2016 e foi assistido por 10,07 milhões de telespectadores, um número ótimo para uma estreia de série. Os episódios seguintes também não decepcionaram a nível de audiência. Em janeiro de 2017, a emissora NBC garantiu a série uma renovação para uma segunda e terceira temporada. Um dos fatores que deram um ótimo reconhecimento para a série foi a ampla aclamação pela crítica especialista, uma vez que recebeu a avaliação de 76/100 do site agregador de arte Metacritic.

## Resumo
| Temporada | Temporada | Episódios | Episódios | Originalmente exibido  | Originalmente exibido |
| Temporada | Temporada | Episódios | Episódios | Estreia da temporada   | Final da temporada    |
| --------- | --------- | --------- | --------- | ---------------------- | --------------------- |
|           | 1         | 18        | 18        | 20 de setembro de 2016 | 14 de março de 2017   |
|           | 2         | 18        | 18        | 26 de setembro de 2017 | 13 de março de 2018   |
|           | 3         | 18        | 18        | 25 de setembro de 2018 | 2 de abril de 2019    |
|           | 4         | 18        | 18        | 24 de setembro de 2019 | 24 de março de 2020   |
|           | 5         | 16        | 16        | 27 de outubro de 2020  | 25 de maio de 2021    |
|           | 6         | 18        | 18        | 4 de janeiro de 2022   | 24 de maio de 2022    |

## Episódios

### 1.ª temporada (2016–2017)
| N.º na série | N.º na temp. | Título                                                                         | Dirigido por               | Escrito por                                    | Exibição original       | Audiência (milhões) |
| ------------ | ------------ | ------------------------------------------------------------------------------ | -------------------------- | ---------------------------------------------- | ----------------------- | ------------------- |
| 1            | 1            | "Pilot" "(Piloto)"                                                             | John Requa & Glenn Ficarra | Dan Fogelman                                   | 20 de setembro de 2016  | 10,07               |
| 2            | 2            | "The Big Three" "(O Grande Trio)"                                              | Ken Olin                   | Dan Fogelman                                   | 27 de setembro de 2016  | 8,75                |
| 3            | 3            | "Kyle" "(Kyle)"                                                                | John Requa & Glenn Ficarra | Dan Fogelman                                   | 11 de outubro de 2016   | 9,87                |
| 4            | 4            | "The Pool" "(A Piscina)"                                                       | John Requa & Glenn Ficarra | Dan Fogelman & Donald Todd                     | 18 de outubro de 2016   | 9,71                |
| 5            | 5            | "The Game Plan" "(O Plano do Jogo)"                                            | George Tillman             | Joe Lawson                                     | 25 de outubro de 2016   | 8,68                |
| 6            | 6            | "Career Days" "(Dias das Profissões)"                                          | Craig Zisk                 | Bekah Brunstetter                              | 1 de novembro de 2016   | 8,48                |
| 7            | 7            | "The Best Washing Machine in the World" "(A Melhor Máquina de Lavar do Mundo)" | Silas Howard               | K.J. Steinberg                                 | 15 de novembro de 2016  | 9,50                |
| 8            | 8            | "Pilgrim Rick" "(Rick, o Peregrino)"                                           | Sarah Pia Anderson         | Isaac Aptaker & Elizabeth Berger               | 22 de novembro de 2016  | 9,00                |
| 9            | 9            | "The Trip" "(A Viagem)"                                                        | Uta Briesewitz             | Vera Herbert                                   | 29 de novembro de 2016  | 10,53               |
| 10           | 10           | "Last Christmas" "(Último Natal)"                                              | Helen Hunt                 | Donald Todd                                    | 6 de dezembro de 2016   | 10,95               |
| 11           | 11           | "The Right Thing to Do" "(A Coisa Certa a Se Fazer)"                           | Timothy Busfield           | Aurin Squire                                   | 10 de janeiro de 2017   | 10,48               |
| 12           | 12           | "The Big Day" "(O Grande Dia)"                                                 | Ken Olin                   | Dan Fogelman & Laura Kenar                     | 17 de janeiro de 2017   | 9,59                |
| 13           | 13           | "Three Sentences" "(Três Frases)"                                              | Chris Koch                 | Joe Lawson & Bekah Brunstetter                 | 24 de janeiro de 2017   | 9,63                |
| 14           | 14           | "I Call Marriage" "(Escolho o Casamento)"                                      | George Tillman Jr.         | Kay Oyegun                                     | 7 de fevereiro de 2017  | 9,57                |
| 15           | 15           | "Jack Pearson's Son" "(O Filho de Jack Pearson)"                               | Ken Olin                   | Isaac Aptaker & Elizabeth Berger               | 14 de fevereiro de 2017 | 9,03                |
| 16           | 16           | "Memphis" "(Memphis)"                                                          | John Requa & Glenn Ficarra | Dan Fogelman                                   | 21 de fevereiro de 2017 | 9,35                |
| 17           | 17           | "What Now?" "(E Agora?)"                                                       | Wendey Stanzler            | K.J. Steinberg & Vera Herbert                  | 7 de março de 2017      | 11,15               |
| 18           | 18           | "Moonshadow" "(Sombra da Lua)"                                                 | Ken Olin                   | Dan Fogelman, Issac Aptaker & Elizabeth Berger | 14 de março de 2017     | 12,84               |

### 2.ª temporada (2017–2018)
| N.º na série | N.º na temp. | Título                                                               | Dirigido por               | Escrito por                              | Exibição original       | Audiência (milhões) |
| ------------ | ------------ | -------------------------------------------------------------------- | -------------------------- | ---------------------------------------- | ----------------------- | ------------------- |
| 19           | 1            | "A Father's Advice" "(Um Conselho de Pai)"                           | Ken Olin                   | Dan Fogelman                             | 26 de setembro de 2017  | 12,94               |
| 20           | 2            | "A Manny-Splendored Thing" "(Uma Coisa Muito Brilhante)"             | John Fortenberry           | Dan Fogelman & Bekah Brunstetter         | 3 de outubro de 2017    | 11,06               |
| 21           | 3            | "Déjà Vu" "(Déjà Vu)"                                                | John Requa & Glenn Ficarra | Isaac Aptaker & Elizabeth Berger         | 10 de outubro de 2017   | 11,02               |
| 22           | 4            | "Still There" "(Ainda Lá)"                                           | Ken Olin                   | Vera Herbert                             | 17 de outubro de 2017   | 10,65               |
| 23           | 5            | "Brothers" "(Irmãos)"                                                | John Requa & Glenn Ficarra | Tyler Bensinger                          | 24 de outubro de 2017   | 10,60               |
| 24           | 6            | "The 20's" "(Os Vinte e Poucos)"                                     | Regina King                | Don Roos                                 | 31 de outubro de 2017   | 8,43                |
| 25           | 7            | "The Most Disappointed Man" "(O Homem Mais Desapontado)"             | Chris Koch                 | Kay Oyegun                               | 7 de novembro de 2017   | 9,89                |
| 26           | 8            | "Number One" "(Número Um)"                                           | Ken Olin                   | K.J. Steinberg                           | 14 de novembro de 2017  | 10,05               |
| 27           | 9            | "Number Two" "(Número Dois)"                                         | Ken Olin                   | K.J. Steinberg & Shukree Hassan Tilghman | 21 de novembro de 2017  | 9,34                |
| 28           | 10           | "Number Three" "(Número Três)"                                       | Ken Olin                   | Shukree Hassan Tilghman                  | 28 de novembro de 2017  | 10,94               |
| 29           | 11           | "The Fifth Wheel" "(A Quinta Roda)"                                  | Chris Koch                 | Vera Herbert                             | 9 de janeiro de 2018    | 9,65                |
| 30           | 12           | "Clooney" "(Clooney)"                                                | Zetna Fuentes              | Bekah Brunstetter                        | 16 de janeiro de 2018   | 9,82                |
| 31           | 13           | "That'll Be the Day" "(That'll Be the Day)"                          | Uta Briesewitz             | Kay Oyegun & Don Roos                    | 23 de janeiro de 2018   | 9,37                |
| 32           | 14           | "Super Bowl Sunday" "(Domingo de Super Bowl)"                        | John Requa & Glenn Ficarra | Dan Fogelman                             | 4 de fevereiro de 2018  | 26,97               |
| 33           | 15           | "The Car" "(O Carro)"                                                | Ken Olin                   | Isaac Aptaker & Elizabeth Berger         | 6 de fevereiro de 2018  | 10,13               |
| 34           | 16           | "Vegas, Baby" "(Vegas, Querido)"                                     | Joanna Kerns               | Laura Kenar                              | 27 de fevereiro de 2018 | 9,74                |
| 35           | 17           | "This Big, Amazing, Beautiful Life" "(Uma Vida Linda e Maravilhosa)" | Rebecca Asher              | Kay Oyegun                               | 6 de março de 2018      | 8,90                |
| 36           | 18           | "The Wedding" "(O Casamento)"                                        | Ken Olin                   | Isaac Aptaker & Elizabeth Berger         | 13 de março de 2018     | 10,94               |